# Петостен
Петостенът или пентаедър е многостен с пет стени. Представителите са триъгълна призма и квадратна пирамида. Геометричните разновидности с неправилни стени също могат да са построени.
Третият петостен, чиито стени са правилни многоъгълници, е изроден и се нарича петоъгълен колкотостен.
| Име                                  | Картинка | Върхове | Ръбове | Стени | Стени по вида            | Дуален многостен     |
| ------------------------------------ | -------- | ------- | ------ | ----- | ------------------------ | -------------------- |
| Квадратна пирамида (Пирамида)        |          | 5       | 8      | 5     | 4 триъгълника 1 квадрат  | себедуален           |
| Триъгълна призма (Призма)            |          | 6       | 9      | 5     | 2 триъгълника 3 квадрата | триъгълна дипирамида |
| Петоъгълен колкотостен (Колкотостен) |          | 2       | 5      | 5     | 5 двуъгълника            | петоъгълен двустен   |